# Haplolobus furfuraceus
Haplolobus furfuraceus är en tvåhjärtbladig växtart som först beskrevs av Carl Karl Adolf Georg Lauterbach, och fick sitt nu gällande namn av Herman Johannes Lam. Haplolobus furfuraceus ingår i släktet Haplolobus och familjen Burseraceae. Utöver nominatformen finns också underarten H. f. glandulosus.